# Indywidualne Międzynarodowe Mistrzostwa Ekstraligi 2019
Indywidualne Międzynarodowe Mistrzostwa Ekstraligi 2019 (PGE Indywidualne Międzynarodowe Mistrzostwa Ekstraligi) – szósta edycja corocznego żużlowego turnieju indywidualnego mającego na celu wyłonienie najlepszego zawodnika Speedway Ekstraligi w sezonie. Zawody zostały rozegrane 12 lipca 2019 na Stadionie im. Zbigniewa Podleckiego w Gdańsku.

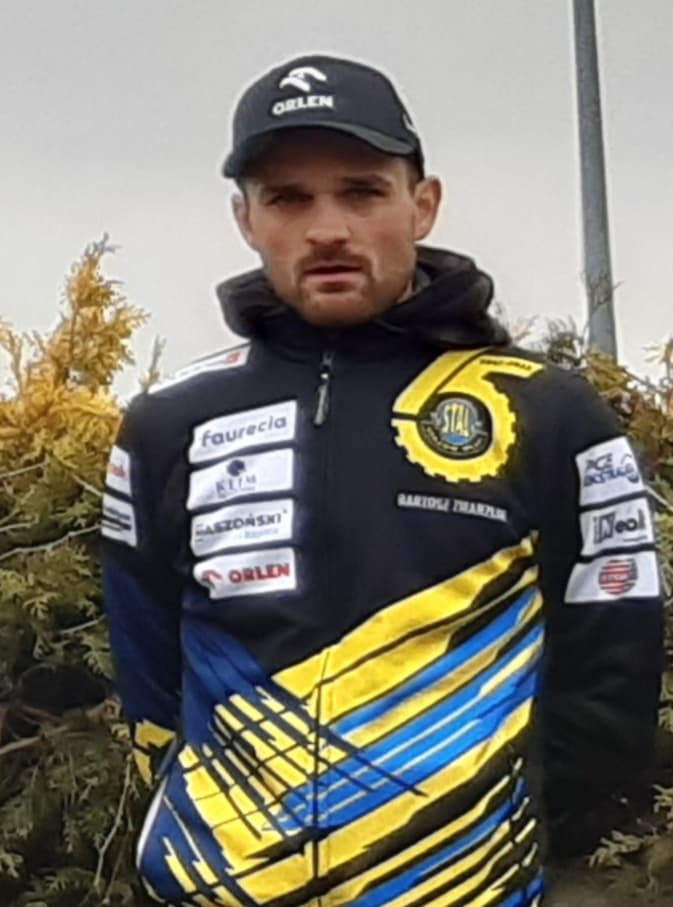
Zwycięzca IMME 2019 – Bartosz Zmarzlik

Obrońcą tytułu był Patryk Dudek. W tegorocznej edycji Polak zakończył udział zajmując drugie miejsce w półfinale. Zawody wygrał Bartosz Zmarzlik, dla którego był to pierwszy tytuł mistrzowski.

## Zawodnicy nominowani
Do udziału w turnieju nominowano 15. żużlowców z najwyższymi średnimi biegowymi po 8. kolejkach Speedway Ekstraligi. Stawkę uzupełnił Patryk Dudek, który otrzymał dziką kartę od organizatorów.
Lista zawodników:
1. Tai Woffinden
2. Jason Doyle
3. Leon Madsen
4. Piotr Pawlicki
5. Bartosz Zmarzlik
6. Martin Vaculík
7. Grigorij Łaguta
8. Emil Sajfutdinow
9. Janusz Kołodziej
10. Nicki Pedersen
11. Maciej Janowski
12. Artiom Łaguta
13. Maksym Drabik
14. Szymon Woźniak
15. Fredrik Lindgren
16. Patryk Dudek – dzika karta

## Lista startowa
23 czerwca odbyło się losowanie numerów startowych. Tai Woffinden oraz Szymon Woźniak leczyli kontuzję, a Maksym Drabik występował w drużynowych mistrzostwach świata juniorów. W turnieju zostali zastąpieni odpowiednio przez Krzysztofa Buczkowskiego, Kennetha Bjerre oraz Mikkela Michelsena.
1. Leon Madsen (CZE)
2. Martin Vaculík (ZIE)
3. Piotr Pawlicki (LES)
4. Maciej Janowski (WRO)
5. Janusz Kołodziej (LES)
6. Grigorij Łaguta (LUB)
7. Jason Doyle (CZE)
8. Emil Sajfutdinow (LES)
9. Patryk Dudek (ZIE)
10. Szymon Woźniak (GOR) → Kenneth Bjerre (GRU)
11. Artiom Łaguta (GRU)
12. Bartosz Zmarzlik (GOR)
13. Maksym Drabik (WRO) → Mikkel Michelsen (LUB)
14. Fredrik Lindgren (CZE)
15. Tai Woffinden (WRO) → Krzysztof Buczkowski (GRU)
16. Marcin Turowski (GRU) – zawodnik rezerwowy
17. Mateusz Bartkowiak (GOR) – zawodnik rezerwowy

## Finał
Rundę zasadniczą wygrał Martin Vaculík. Słowak zgromadził 12 punktów, czterokrotnie wygrywając swoje gonitwy. Bezpośredni awans do finału uzyskał również Bartosz Zmarzlik. O pozostałe miejsca rozegrano dwa wyścigi półfinałowe. W pierwszym z nich triumfował Jason Doyle przed obrońcą tytułu Patrykiem Dudkiem, Mikkelem Michelsenem i Kennethem Bjerre. Drugi półfinał wygrał Piotr Pawlicki wyprzedzając Leona Madsena, Macieja Janowskiego i Emila Sajfutdinowa. W finale pierwszy linię mety minął Bartosz Zmarzlik. Na podium stanęli również Pawlicki i Vaculik.
- Gdańsk, 12 lipca 2019
- Sędzia: Michał Sasień
- Widzów: 4 000

| Msc. | Zawodnik                | Klub         | Pkt    |             |  |
| ---- | ----------------------- | ------------ | ------ | ----------- |  |
| 1    | Bartosz Zmarzlik        | Gorzów Wlkp. | 12+3   | (3,2,2,2,3) |  |
| 2    | Piotr Pawlicki          | Leszno       | 10+3+2 | (1,2,3,2,2) |  |
| 3    | Martin Vaculík          | Zielona Góra | 12+1   | (3,3,3,3,u) |  |
| 4    | Jason Doyle             | Toruń        | 11+3+0 | (2,3,0,3,3) |  |
| 5    | Leon Madsen             | Częstochowa  | 11+2   | (2,1,3,2,3) |  |
| 6    | Patryk Dudek            | Zielona Góra | 10+2   | (1,3,1,3,2) |  |
| 7    | Emil Sajfutdinow        | Leszno       | 10+0   | (3,3,2,0,2) |  |
| 8    | Kenneth Bjerre          | Grudziądz    | 9+w    | (3,0,3,3,d) |  |
| 9    | Mikkel Michelsen        | Lublin       | 8+1    | (2,2,u,1,3) |  |
| 10   | Maciej Janowski         | Wrocław      | 6+1    | (0,1,1,2,2) |  |
| 11   | Artiom Łaguta           | Grudziądz    | 6      | (2,1,2,1,0) |  |
| 12   | Fredrik Lindgren        | Częstochowa  | 4      | (1,0,2,0,1) |  |
| 13   | Grigorij Łaguta         | Lublin       | 4      | (1,1,d,1,1) |  |
| 14   | Nicki Pedersen          | Zielona Góra | 2      | (d,2,w,–,–) |  |
| 15   | Janusz Kołodziej        | Leszno       | 2      | (0,0,w,1,1) |  |
| 16   | Krzysztof Buczkowski    | Grudziądz    | 2      | (0,0,1,w,1) |  |
| 17   | rez. Marcin Turowski    | Grudziądz    | 0      | (–,–,–,0,–) |  |
| 18   | rez. Mateusz Bartkowiak | Gorzów Wlkp. | 0      | (–,–,–,–,0) |  |

Bieg po biegu
1. Vaculík, Madsen, Pawlicki, Janowski
2. Sajfutdinow, Doyle, G. Łaguta, Kołodziej
3. Bjerre, A. Łaguta, Dudek, Pedersen (d)
4. Zmarzlik, Michelsen, Lindgren, Buczkowski
5. Dudek, Zmarzlik, Madsen, Kołodziej
6. Vaculík, Michelsen, G. Łaguta, Bjerre
7. Doyle, Pawlicki, A. Łaguta, Lindgren
8. Sajftudinow, Pedersen, Janowski, Buczkowski
9. Madsen, A. Łaguta, Buczkowski, G. Łaguta (d)
10. Vaculík, Lindgren, Kołodziej (w) Pedersen (w)
11. Pawlicki, Sajfutdinow, Dudek, Michelsen (u)
12. Bjerre, Zmarzlik, Janowski, Doyle
13. Doyle, Madsen, Michelsen, Turowski
14. Vaculík, Zmarzlik, A. Łaguta, Sajfutdinow
15. Bjerre, Pawlicki, Kołodziej, Buczkowski (w)
16. Dudek, Janowski, G. Łaguta, Lindgren
17. Madsen, Sajfutdinow, Lindgren, Bjerre (d)
18. Doyle, Dudek, Buczkowski, Vaculík (u)
19. Zmarzlik, Pawlicki, G. Łaguta, Bartkowiak
20. Michelsen, Janowski, Kołodziej, A. Łaguta
21. 1. półfinał: Doyle, Dudek, Michelsen, Bjerre (w)
22. 2. półfinał: Pawlicki, Madsen, Janowski, Sajfutdinow
23. Finał: Zmarzlik, Pawlicki, Vaculik, Doyle